# Gregory R. Wiseman
Gregory Reid Wiseman (nacido el 11 de noviembre de 1975) es un astronauta estadounidense y aviador naval. Wiseman fue seleccionado en junio de 2009 como miembro del Grupo de astronautas de los 20 de la NASA y finalmente calificado como astronauta en el 2011. A pesar de que nunca antes voló al espacio, Wiseman entrenó para su primer vuelo espacial como parte de la tripulación de la Expedición 40/41 Estación Espacial Internacional lanzada el 28 de mayo de 2014 desde Baikonur (Rusia) en la cápsula Soyuz TMA-13M. Antes de unirse a la NASA, Wiseman era un Aviador naval y piloto de pruebas.

## Vida personal y educación
Reid Wiseman, llamado con el apodo de "Tonto", es nativo de Baltimore Maryland, y graduado de la secundaria Dulaney en el suburbio de Timonium, obtuvo una licenciatura en ingeniería del Instituto Politécnico Rensselaer. posteriormente, obtuvo una maestría en ingeniería en sistemas de la Universidad Johns Hopkins de Baltimore en 2006. Wiseman está casado y tiene dos hijas a partir de 2009.

## Carrera Naval
Reid fue enrolado a la US.NAVY a través de Oficiales de la Reserva Naval del Cuerpo de Entrenamiento, después de la graduación del Instituto Politécnico Rensselaer en 1997 se formó en Pensacola, Florida, para el entrenamiento de vuelo. Fue designado aviador naval en 1999 e formó parte del Escuadrón de Combate 101, de la Estación Aérea Naval Oceana, Virginia, para el programa de transición desde el avión de combate Tomcat F-14 Tomcat al F/A-18 Hornet . Después de su formación inicial, Reid fue asignado al Escuadrón de combate 31, también en Oceana, e hizo dos despliegues como piloto de combate en Oriente Medio apoyando las Operaciones Southern Reloj, Libertad Duradera y Operación Libertad Iraquí.
Durante su segundo despliegue en 2003, fue seleccionado para asistir a las Pruebas Navales de la Escuela de Pilotos navales de Estados Unidos, en la Clase 125. Después de graduarse en junio de 2004, Reid fue asignado como piloto de pruebas y Oficial de Proyectos de prueba aéreas y a la escuadrilla Dos Tres (VX- 3) en la Estación aeronaval del Río Patuxent, Maryland. En VX-23, Reid se ganó un grado M. S.  y trabajó varios programas de pruebas de vuelos que implicaron aviones como el F-35 Lightning II, F-18 y el T-45 Goshawk.
Después de su recorrido por el río Patuxent, Reid entró al Ala Aérea nº17 de Portaaviones como Oficial de Operaciones de combate , donde completó un despliegue alrededor de América del Sur. A partir de ahí fue asignado a Escuadrón Strike Fighter 103, de la Base Aérea Naval de Oceana, Virginia, volando el FA-18 y el F/A-18 Super Hornet. Había sido enviado a Oriente Medio cuando fue seleccionado para el entrenamiento de astronauta en la NASA. Mientras que en servicio con la Marina de los EE. UU., fue galardonado con la Medalla Aérea con la categoría de Combat V (cinco premios ), Medalla de la Armada y la Infantería de Marina de Encomio con Combat V (cuatro premios), Medalla de la Armada y la Infantería de Marina de Logro, varias otras distinciones y reconocimientos de servicios como en campañas.

## Carrera en la NASA

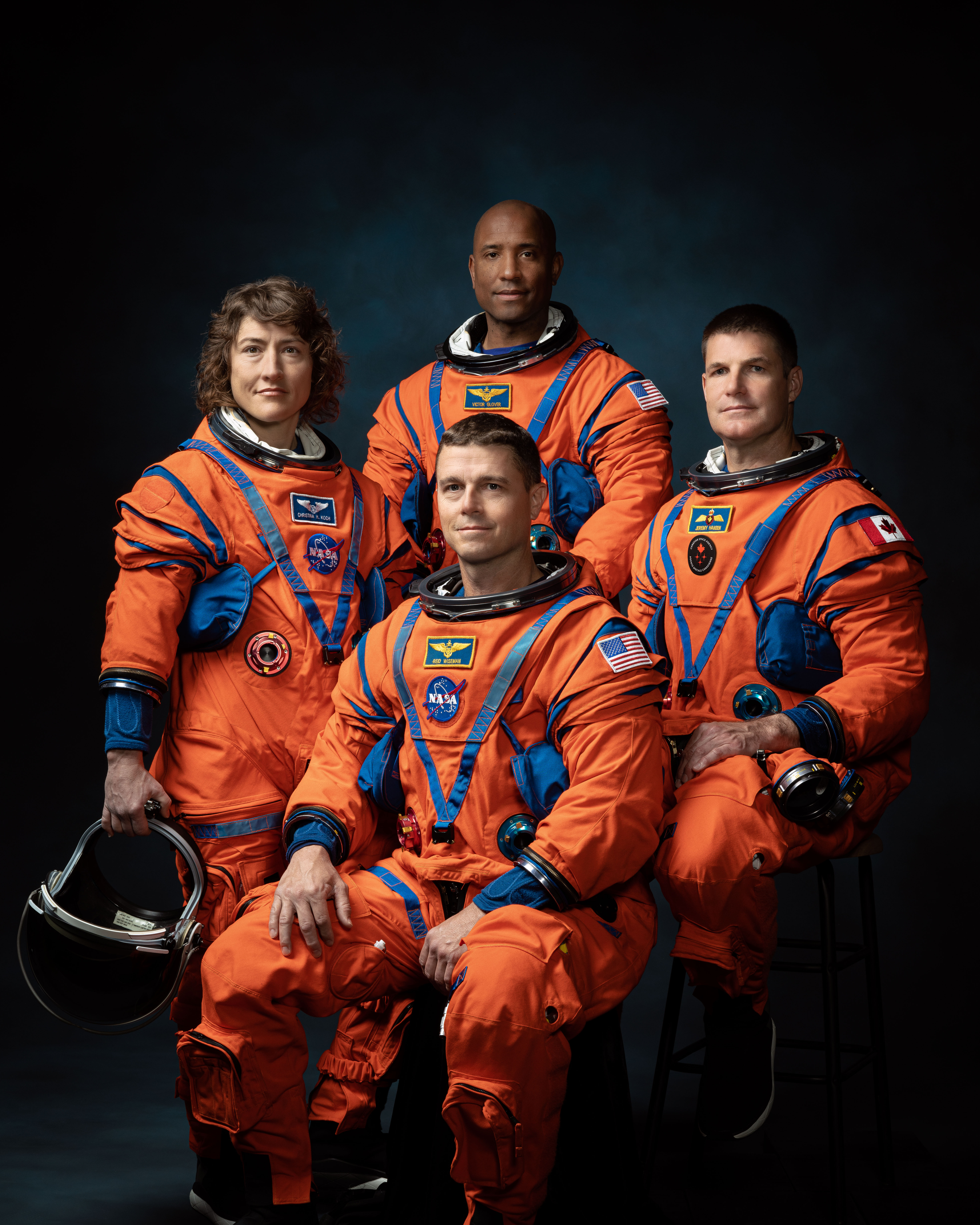
Tripulación de Artemis 2 (29 de marzo de 2023).
De pie desde la izquierda: Christina Koch, Victor Glover (astronautas de la NASA) y Jeremy Hansen (astronauta de la Agencia Espacial Canadiense)
Sentado: Reid Wiseman (astronauta de la NASA)

El 29 de junio de 2009, la Administración Nacional de Aeronáutica y del Espacio de EE. UU. (NASA) anunció la selección de Wiseman como uno de los nueve candidatos de 3.500 solicitantes para comenzar el entrenamiento de astronautas.   Hasta ese momento, él había servido como teniente comandante de la Armada de los Estados Unidos, volando como piloto con el VFA-103 en el portaaviones USS Dwight D. Eisenhower, con sede en Oceana (Virginia Occidental). Wiseman dijo que a menudo iba a los espectáculos de los "Blue Angels "  de la Marina de los EE. UU. en su juventud, y que desarrolló un fuerte deseo de ser astronauta cuando vio el lanzamiento de un transbordador espacial en persona en el año 2001.
Wiseman entrenó para volar al espacio, a la Estación Espacial Internacional como parte de la tripulación de la Expedición 40/41. Una misión de seis meses de duración comenzada el pasado el 28 de mayo de 2014 y que terminara en noviembre del mismo año.
Wiseman junto a un cosmonauta Ruso y otro alemán partieron ese día a la estación espacial internacional (ISS) en la nave soyuz TMA-13M , alcanzando la ISS a las 00.44 GMT, tras despegar del cosmódromo de Baikonur, en Kazajistán, a las 19:56 GMT.
Entre las tareas de la misión Blue Dot a la que fue destinado, de seis meses de duración, destaca la instalación y puesta en servicio del levitador electromagnético MSL-EML, una instalación diseñada en Alemania para procesar materiales en el espacio sin necesidad de un recipiente, que llegará al complejo orbital en julio a bordo del ATV-5 de la ESA.
Reid y sus dos compañeros astronautas se unieron a la Expedición 40, integrada también por los cosmonautas rusos Alexander Skvortsov y Oleg Artemyev y el estadounidense Steve Swanson.
La misión recibió el nombre de Blue Dot en referencia a la frase del astrónomo estadounidense Carl Sagan en la que describía a la Tierra como un tenue punto azul en una fotografía tomada por la sonda Voyager de la NASA a seis mil millones de kilómetros del planeta.
En abril, la NASA congeló toda interacción con Rusia excepto el vuelo de Astronautas como Reid en la nave rusa a la Estación Espacial Internacional por la crisis en Ucrania que desencadenó la intervención y posterior anexión rusa de la península de Crimea.
Esa suspensión afecta a todos los viajes de los trabajadores de la NASA a Rusia, las visitas de los equipos de la agencia espacial rusa a las instalaciones de la estadounidense, los encuentros bilaterales, correos electrónicos, y videoconferencias.
Reid Wiseman en los primeros días en órbita en el espacio, se ha destacado en medios de todo el mundo, particularmente en redes de internet, por su gran entusiasmo en interactuar con seguidores publicando numerosas fotografías de la tierra compartidas en su Twitter http://twitter.com/astro_reid, donde cuenta con cerca de 80.000 seguidores en los primeros días de publicación. Reid en sus fotos se ha destacado en internet y los medios internacionales por fotografiar lugares de la tierra que más le llaman la atención desde el espacio, como ciudades, la Patagonia chilena, el Estrecho de Magallanes y particularmente Chile, país que visitó en el año 2008 cuando era piloto de portaaviones.
Cabe destacar que Wiseman se anotó un récord histórico al publicar el primer video Vine desde el espacio https://vine.co/v/MD1eEQEjM9u mostrando como el Sol da vueltas durante una órbita completa de la estación espacial sobre la línea Terminador de la Tierra. (Línea que divide el día de la noche).